# Kostadin Kostadinow
Kostadin Stefanow Kostadinow (bułg. Костадин Стефанов Костадинов, ur. 25 czerwca 1959 w Płowdiwie) – bułgarski piłkarz występujący na pozycji pomocnika lub napastnika, reprezentant Bułgarii w latach 1979–1988, trener piłkarski.

## Kariera klubowa
Karierę piłkarską Kostadinow rozpoczynał w klubie Trakia Płowdiw. W 1975 roku awansował do kadry pierwszej drużyny i w sezonie 1975/76 zadebiutował w jego barwach w pierwszej lidze bułgarskiej. W sezonie 1980/81 zdobył z Trakią Puchar Bułgarii. Natomiast w sezonie 1985/86 wywalczył z nią wicemistrzostwo kraju.
W 1987 roku Kostadinow przeszedł do portugalskiego klubu SC Braga. Po roku występów w Primeira Liga wrócił do Trakii Płowdiw i grał w niej w rundzie jesiennej sezonu 1988/89. W 1989 roku został zawodnikiem greckiego pierwszoligowca GS Doksa Dramas. W latach 1990–1992 ponownie grał w swoim macierzystym klubie z Płowdiw. W 1992 roku zakończył w nim swoją karierę.

## Kariera reprezentacyjna
W reprezentacji Bułgarii Kostadinow zadebiutował 14 lutego 1979 w wygranym 2:1 towarzyskim meczu z Rumunią. W 1986 roku został powołany przez selekcjonera Iwana Wucowa do kadry na Mistrzostwa Świata 1986. Na tym turnieju rozegrał 3 mecze: z Włochami (1:1), z Koreą Południową (1:1) i w 1/8 finału z Meksykiem (0:2). Od 1979 do 1986 roku rozegrał w kadrze narodowej 44 mecze i strzelił w nich 8 goli.

## Sukcesy
Trakia Płowdiw
- Puchar Bułgarii: 1980/81